# Gladys Elphick

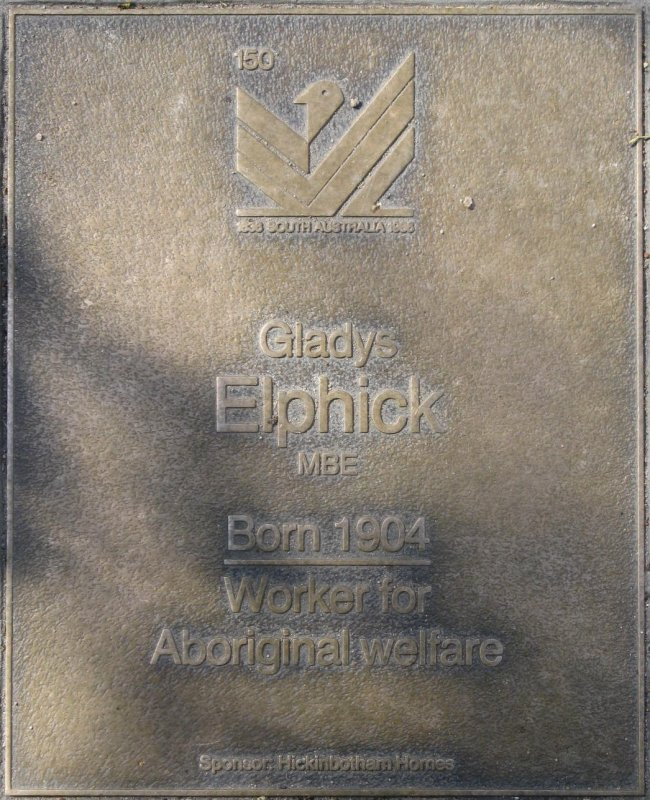
150 Walkway Plakette zum Gedenken an Gladys Elphick

Gladys Elphick, MBE (* 27. August 1904 in Adelaide, South Australia; † 19. Januar 1988 ebenda) war eine australische Aktivistin. Sie ist bekannt als Gründungspräsidentin des Council of Aboriginal Women of South Australia, der 1973 zum Aboriginal Council of South Australia wurde. Sie war als Auntie Glad bekannt.

## Leben und Werk
Elphick wurde als Tochter von John Herbert Walters und Gertrude Adams geboren. Ihre Urgroßmutter mütterlicherseits war Kudnarto, eine Frau aus Kaurna-Ngadjuri. Sie wuchs bei der Point Pearce Mission auf der Yorke Peninsula auf, wo sie ab 1916 in der Molkerei der Mission arbeitete. 1922 heiratete sie den Scherer Walter Hughes, mit dem sie 2 Söhne bekam. Nach dem Tod ihres Mannes 1937 zog sie nach Adelaide, wo sie bei ihrer Cousine Gladys O’Brien lebte und als Hausangestellte arbeitete. Während des Zweiten Weltkriegs arbeitete sie in den Islington Railway Workshops und stellte Granaten und andere Munition her. 1940 heiratete sie Frederick Elphick.
In den 1940er Jahren trat sie der Aborigines Advancement League in Südaustralien bei und wurde in den 1960er Jahren in der Ausschussarbeit der League aktiv. Als Gründungspräsidentin (1964–1973) des Council of Aboriginal Women of South Australia setzte sie sich dafür ein, den Status der indigenen Bevölkerung in der Gemeinde zu verbessern. Der Rat beschäftigte eine Sozialarbeiterin, gründete verschiedene Sportvereine und Kunsthandwerksgruppen und ermutigte Frauen, das öffentliche Sprechen zu lernen, damit sie ihre Ideen sicher ausdrücken konnten. Die Mitglieder kämpften bei dem Referendum von 1967, das die Verantwortung des Bundes für die Aborigines sicherstellte, für die Annahme und setzten sich für das Wahlrecht und die Rechte der Aborigines im Allgemeinen ein. Sie richteten in Adelaide ein Frauenhaus und einen Gesundheitsdienst ein und unternahmen Schritte, um einen Rechtshilfedienst und einen Kindergarten einzurichten. 1973 änderte der Frauenrat seinen Namen in Aboriginal Council of South Australia und schloss Männer in die Organisation ein. 1973 war sie an der Einrichtung des Aboriginal Community Center beteiligt, fungierte als Schatzmeisterin und half 1973 beim Aufbau des College of Aboriginal Education. 1977 war sie Mitbegründerin des Aboriginal Medical Service in Südaustralien.

## Auszeichnungen und Ehrungen
Elphick wurde 1971 als Anerkennung des Dienstes an der Aborigines-Gemeinschaft zum Mitglied des Order of the British Empire (MBE) ernannt. Während der National Aborigines Week wurde sie 1984 zur südaustralischen Aborigine des Jahres gewählt. Eine Gedenktafel zu Ehren von Gladys Elphick und ihrer Arbeit für die Gemeinde ist Teil des Jubilee 150 Walkway, einer Reihe von 150 Bronzetafeln, die auf dem Fußweg der North Terrace in Adelaide angebracht sind. Einer der Parks von Adelaide wurde ihr zu Ehren Gladys Elphick Park genannt. Ihr zu Ehren wird seit 2003 vom International Women’s Day Committee (Südaustralien) ein Community Spirit Award verliehen. Bekannt als Gladys Elphick Award wird er an Aborigines verliehen, die daran arbeiten, den Status der indigenen Bevölkerung zu verbessern.
Ein am 27. August 2019 veröffentlichtes Google Doodle war ihr zum 115. Geburtstag gewidmet.